# Ernst Nievergelt
Ernst Nievergelt, född 23 mars 1910 i Zürich, död 1 juli 1999 i Kappel am Albis, var en schweizisk tävlingscyklist.
Nievergelt blev olympisk silvermedaljör i laglinjeloppet vid sommarspelen 1936 i Berlin.